# Sophie Balmary
Pour les articles homonymes, voir Balmary.
Sophie Balmary, née le 28 mai 1979 à Cahors, est une rameuse d'aviron française.

## Carrière
Sophie Balmary, septuple championne de France en skiff (2000, 2001, 2002, 2005, 2006, 2007 et 2008), participe à trois reprises aux Jeux olympiques ; elle se classe neuvième de l'épreuve de skiff en 2000, dixième de deux sans barreur en 2004 et douzième de l'épreuve de skiff en 2012.
Elle détient le record du monde de l'ergomètre en parcourant les 2000 mètres en 6 minutes et 25,5 secondes en décembre 2006 puis en 6 minutes et 24,4 secondes en février 2007.